# Mon plaisir (Puppenstadt)

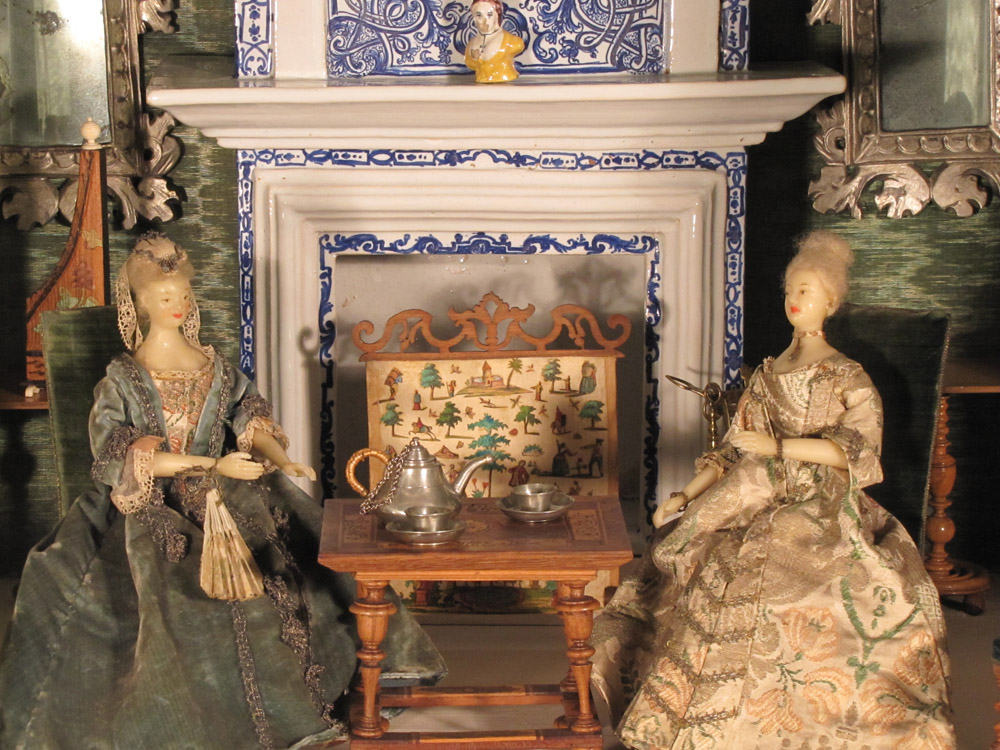
Teilansicht einer Puppenszene

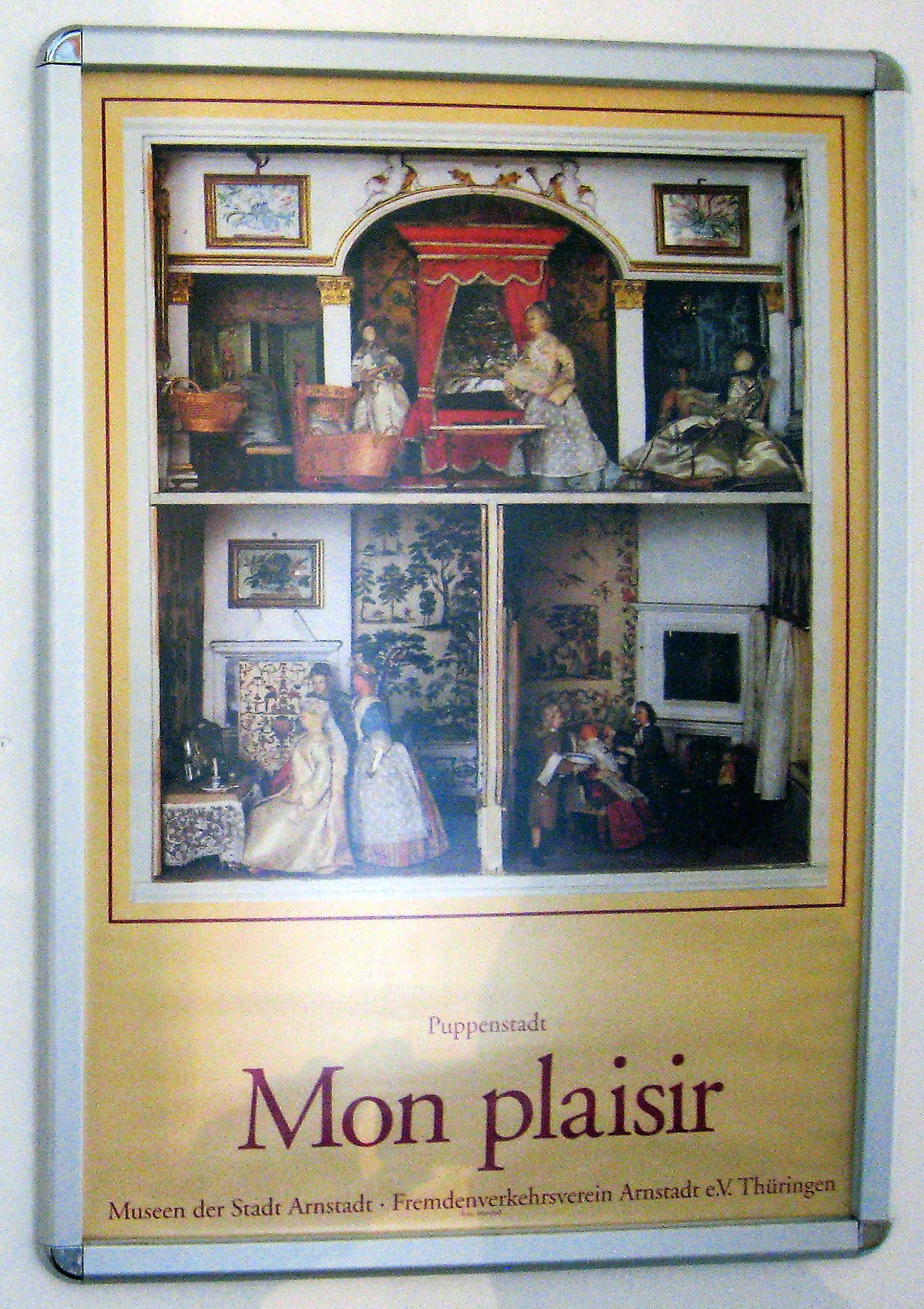
Ausstellungsplakat Neues Palais

Mon Plaisir (frz. Mein Vergnügen) ist die Puppenstadt der Fürstin Auguste Dorothea von Schwarzburg-Arnstadt (1666–1751), geborene Prinzessin von Braunschweig-Wolfenbüttel. 
Die barocke Miniaturstadt für Puppen wurde während der ersten Hälfte des 18. Jahrhunderts nach den Vorstellungen und Plänen der Fürstin errichtet und gestaltet. Bereits 1697 erwarb sie die ersten Kleinigkeiten für ihre Puppensammlung. Der Plan für die Anlage von Mon Plaisir entstand um 1704 in der ehemaligen Residenz in Arnstadt. Im Puppenkabinett der Fürstin auf Schloss Augustenburg in Arnstadt-Oberndorf wurde die Puppenstadt immer weiter ausgebaut. Noch im Jahr 1751 wurde dort an Mon Plaisir gearbeitet.
Mon Plaisir besteht aus 82 Szenen mit 391 Wachspuppen in insgesamt 26 Puppenhäusern oder Schaukästen. Zu den Puppenszenen gehören auch einige Tierfiguren und zahlreiche Einzelteile, wie Möbelstücke und andere Miniaturen für die Puppen. Die Puppenszenen sind in den Gebäuden und Räumen der Puppen sowie an Schauplätzen unter freiem Himmel arrangiert und stellen das adelige, bürgerliche und bäuerliche Leben zur Barockzeit dar. Mon Plaisir wird in verglasten, eigens dafür angefertigten Schaukästen präsentiert. Die Puppenstadt der Fürstin Auguste Dorothea von Schwarzburg-Arnstadt ist im Umfang, in der Gestaltung und in der kulturhistorischen Bedeutung weltweit einzigartig.
Nach 1765 wechselte die Puppensammlung der Fürstin mehrfach den Standort; dadurch hat sich auch der Aufbau der Puppenstadt maßgeblich verändert.  Seit 1930 ist Mon Plaisir im Besitz der Arnstädter Museumsstiftung. Der Sammlungsbestand wurde bis Dezember 2024 im Schlossmuseum im Neuen Palais in Arnstadt in Thüringen gezeigt. Nach Abschluss der gegenwärtigen Restaurierungsarbeiten von Mon Plaisir soll die Puppenstadt neu angeordnet werden. Um sich dem ursprünglichen Charakter der Sammlung wieder anzunähern, werden zusammengehörende Szenen erneut auf mehreren Ebenen übereinander gestellt.

## Aufbau & Gestaltung

### Puppenhäuser

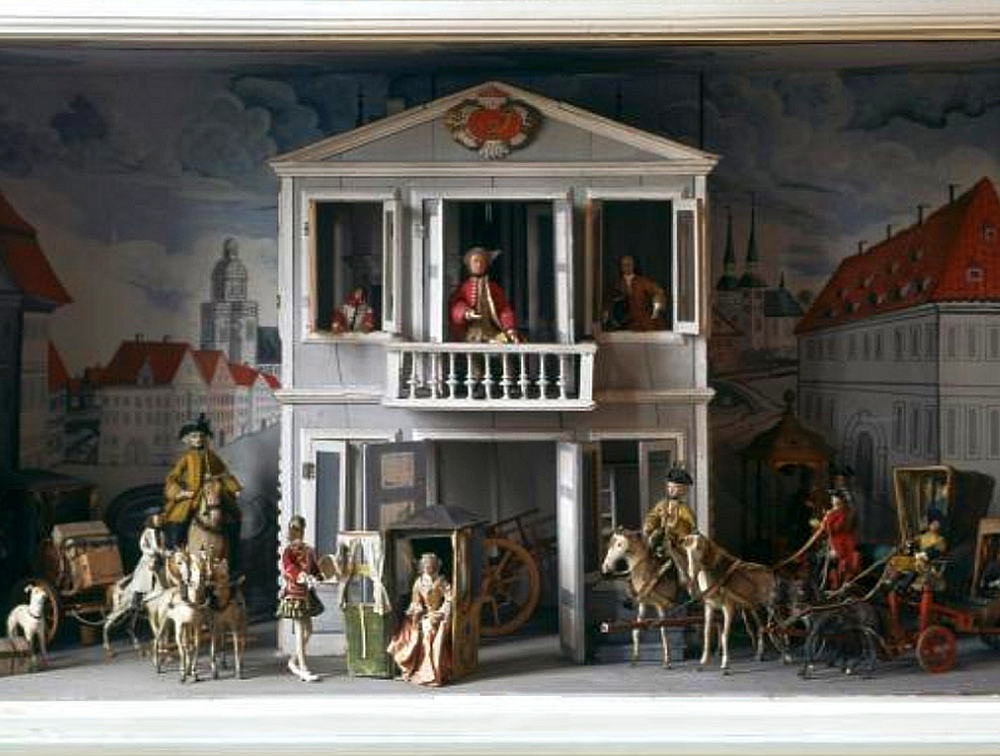
Die Posthalterei

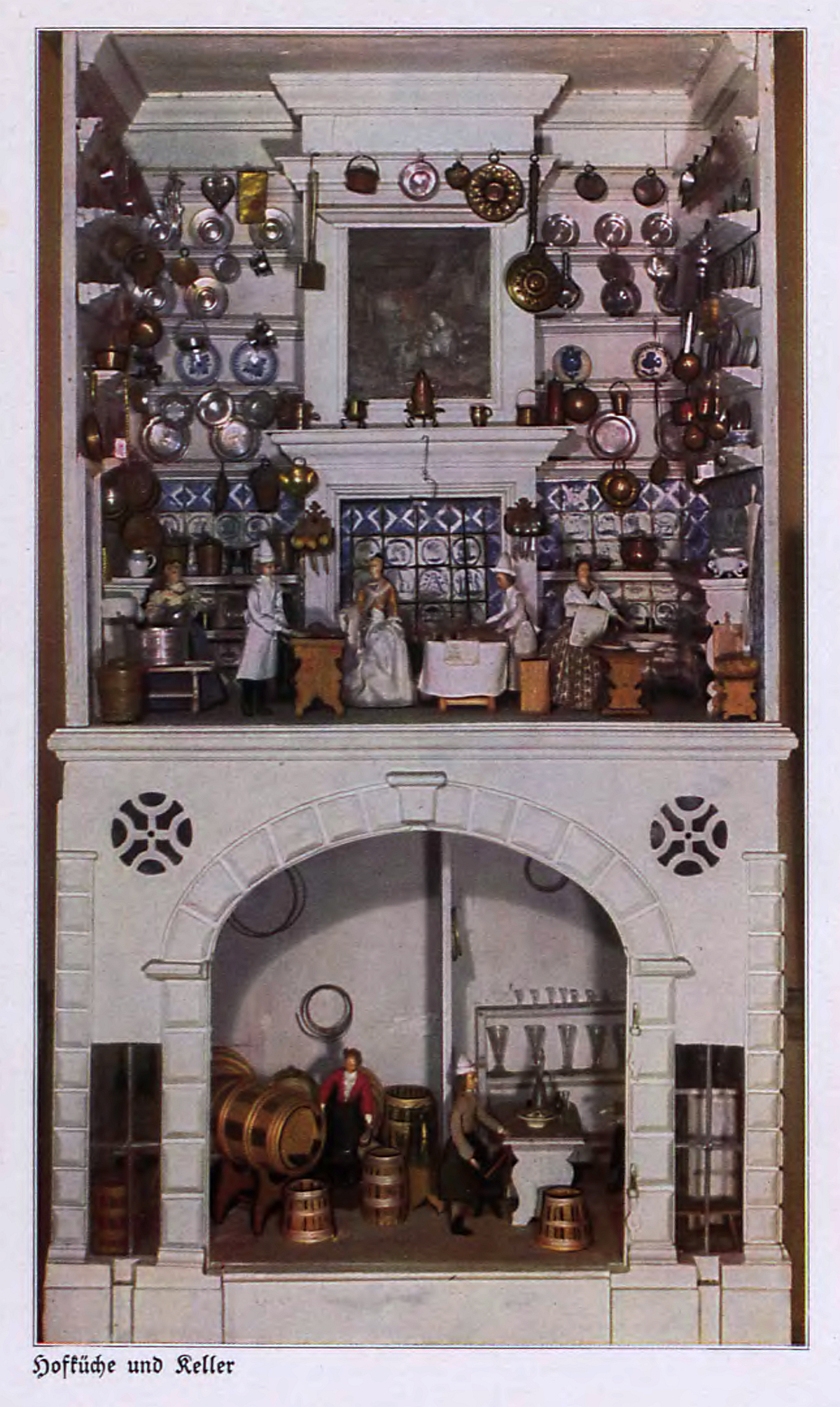
Die Hofküche mit Weinkeller

Die Puppenstadt der Fürstin Auguste Dorothea von Schwarzburg-Arnstadt zeigt typische Szenen einer kleinen Residenzstadt aus den ersten Jahrzehnten des 18. Jahrhunderts. Mon Plaisir ist aber keine Sammlung von einzelnen Puppenhäusern dieser Zeit; es ist auch keine modellhafte, verkleinerte Wiedergabe einer echten Stadtanlage mit Straßen, Plätzen und Bauwerken. Lediglich manche Häuser, wie der Bauernhof oder die Posthalterei, wurden nach ihrem realen Vorbild gebaut.
Etliche fürstliche Räume und Gemächer wurden entsprechend ihrem Verwendungszweck in der Gestaltung und Einrichtung nachempfunden. Die Zusammenstellungen von vier bis acht solcher Räumlichkeiten bilden jedoch keine Puppenhäuser, die mit der Aufteilung im Inneren oder der Außengestaltung einem dieser Schlösser ähneln. Es gibt kein Puppenhaus in Mon Plaisir, das der damaligen Residenz in Arnstadt, der Augustenburg in Arnstadt-Oberndorf oder etwa dem Neuen Palais in Arnstadt baulich entsprechen würde.
Die unterkellerte Hofküche von Mon Plaisir ist ein sogenanntes Küchenhaus, eine Sonderform der Puppenküche. Das Haus besitzt ein Dach mit Schornstein. Mit einer deutlich schlichter gestalteten Feuerstelle gab es baulich vergleichbare Küchenhäuser auch als Kinderspielzeug. Die Hofküche gilt als Paradebeispiel für eine Prunkküche, ein prächtig und sehr reichhaltig ausgestattetes Schau- oder Spielobjekt. Den hohen, geschlossenen Kamin gab es ähnlich auch in holländischen Puppenhäusern und Puppenküchen. Die echte Hofküche in Arnstadt war im Bau nicht das Vorbild für dieses zweistöckige Küchenhaus. Das Objekt wurde im 18. Jahrhundert als „holländische Küche“ und noch nicht als „Hofküche“ bezeichnet.
Für die Puppenszenen, die im Puppenkabinett der Fürstin entstanden, wurden Häuser und andere Gebäude errichtet, aber keine Puppenstuben gebaut: Im Gegensatz zu Puppenstuben haben alle Innenräume von Mon Plaisir Zimmerdecken und sind festeingebaute Bestandteile der Gebäude oder der Schaukästen. Dadurch entsprechen diese Räumlichkeiten im Bau den Zimmern eines Puppenhauses und deshalb sind es keine Puppenstuben. Es wurden auch nur wenige Gebäude für Mon Plaisir angefertigt, die als „eigentliche Puppenhäuser“ bezeichnet werden können.

### Schaukästen

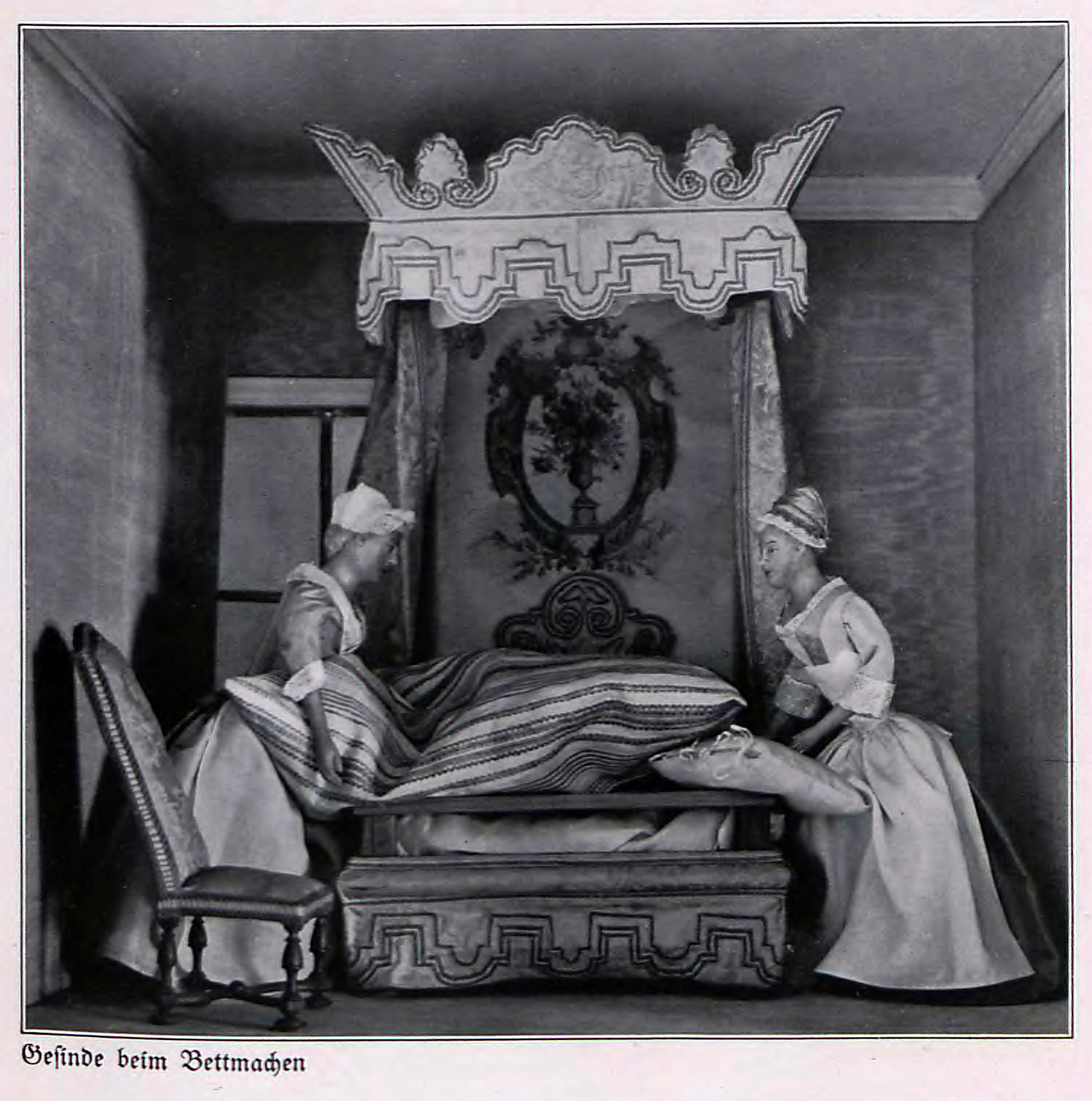
Gesinde beim Bettmachen

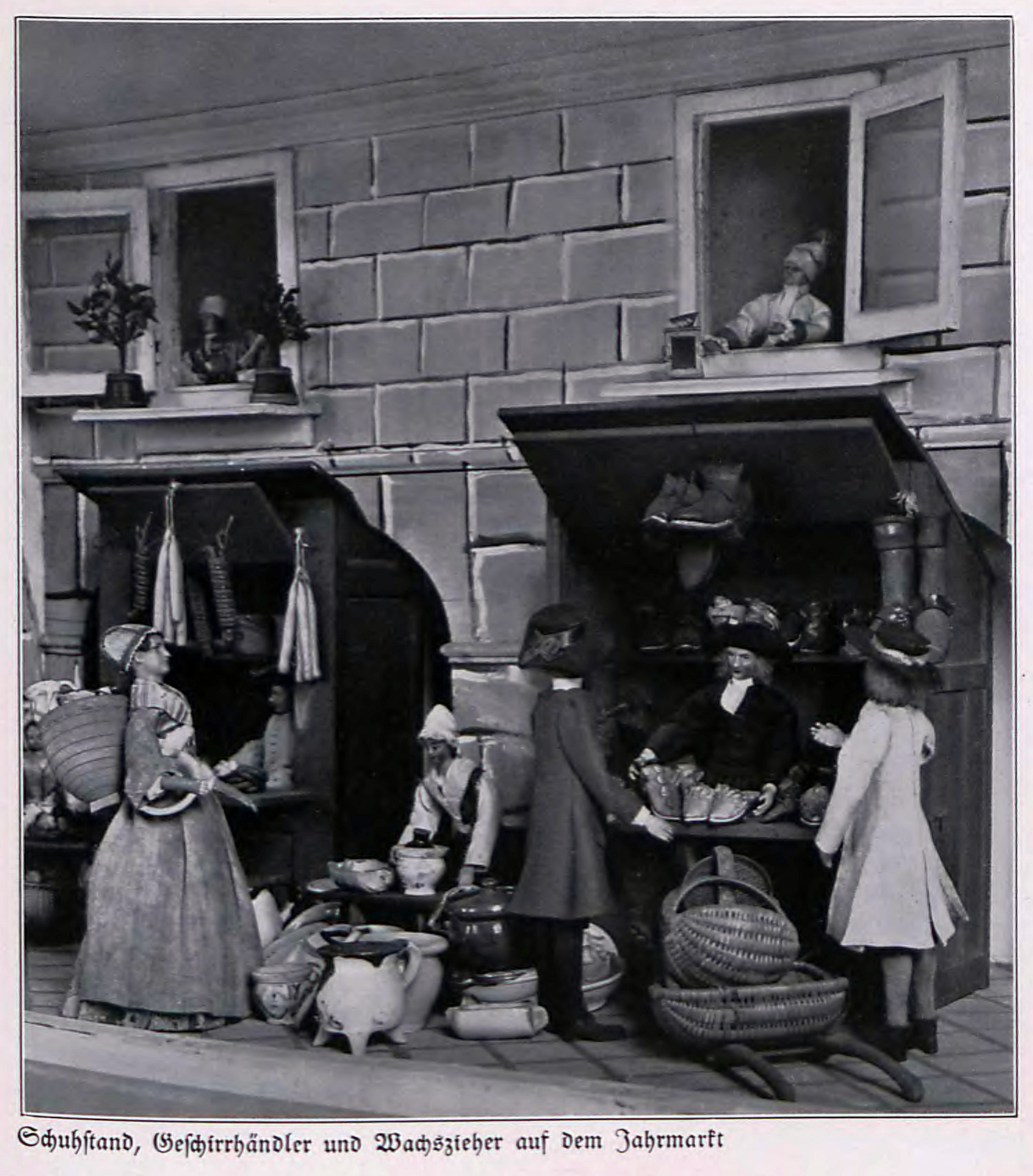
Wachszieher, Geschirrhändlerin und Schuhstand auf dem Jahrmarkt

Im Wesentlichen wurde die Puppenstadt aus einfachen, unterschiedlich großen Holzkästen aufgebaut. Diese außen sehr schlicht gestalteten und nach vorne offenen Schaukästen für Puppenszenen im Freien oder in Räumlichkeiten wurden aneinander gereiht und aufeinander gestapelt. Mittels Trennwänden wurden manche der Holzkästen in mehrere, kleinere Räume unterteilt. Ursprünglich waren viele der Kästen, die sich auf verschiedenen Ebenen befanden, durch Treppen und Terrassen miteinander verbunden. Auch auf diesen Bauelementen und auf den Absätzen und Lücken zwischen den Holzkästen in unterschiedlichen Größen waren Puppenszenen arrangiert.
Manche der Holzkästen wurden auf den Schauseiten mit Säulen, Balkonen und Balustraden, angedeuteten Hausfronten mit Fenstern und Türen, Giebeln und Dächern versehen. Dadurch wurden miteinander kombinierte, einzelne Holzkästen zu Aufbauten, die Puppenhäusern sehr ähneln, auch wenn die Bauweise eine andere ist. Diese Gehäuse mit ganz oder teilweise geöffneten Fassaden wirkten direkt nebeneinander wie die Bauwerke in Häuserzeilen einer Stadt. Auf ähnliche Weise wurden auch die Häuser gestaltet, die sich wie Kulissen eines Theaters im Hintergrund innerhalb der Schaukästen befinden und durch Torbögen oder offen stehende Fenster Einblick in die Räume der Puppen gewähren.
Im Lauf der Zeit wechselte Mon Plaisir mehrfach den Standort und wurde immer wieder neu aufgebaut. Dabei wurde auch die Anordnung der Schaukästen und Gebäude sehr verändert. Die Holzkästen mit Puppenszenen standen ursprünglich auf bis zu fünf Ebenen übereinander und waren in Galerien eingebaut. Die Gebäude und die einzelnen Elemente der Puppenstadt reihten sich dann später weniger dicht aneinander; die Höhe der Aufbauten wurde geringer, indem man die Anzahl der Ebenen reduzierte. Die 82 bis 84 Kästen mit Puppenszenen, die im 20. Jahrhundert noch erhalten waren und aus denen die 26 Gebäude und Schaukästen von Mon Plaisir bestehen, wurden so zusammengestellt, dass sie in bequemer Sichthöhe von den Museumsbesuchern betrachtet werden können.

### Puppenstadt

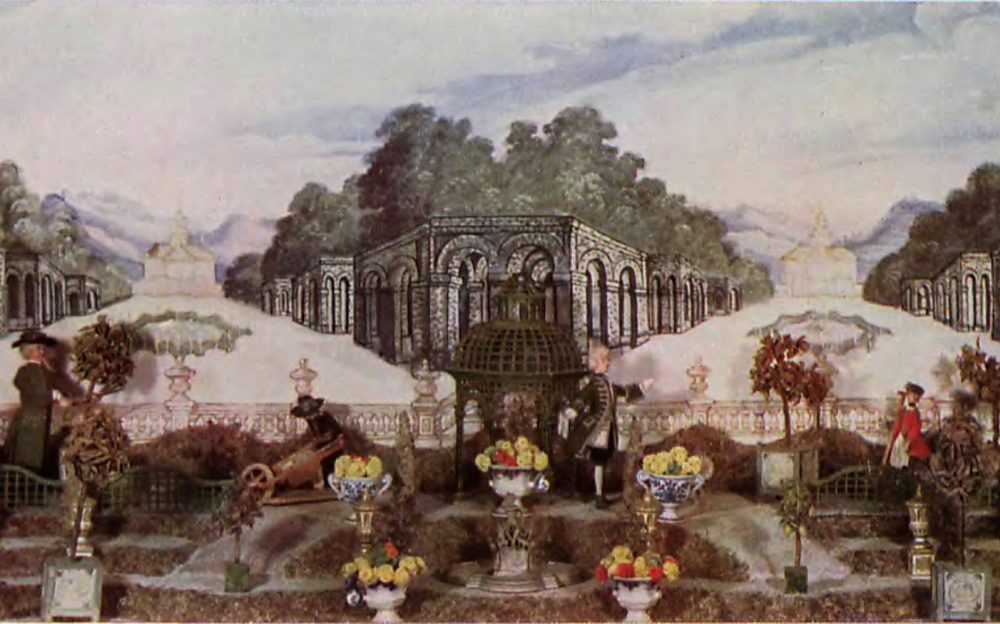
Der Albertinische Hofgarten

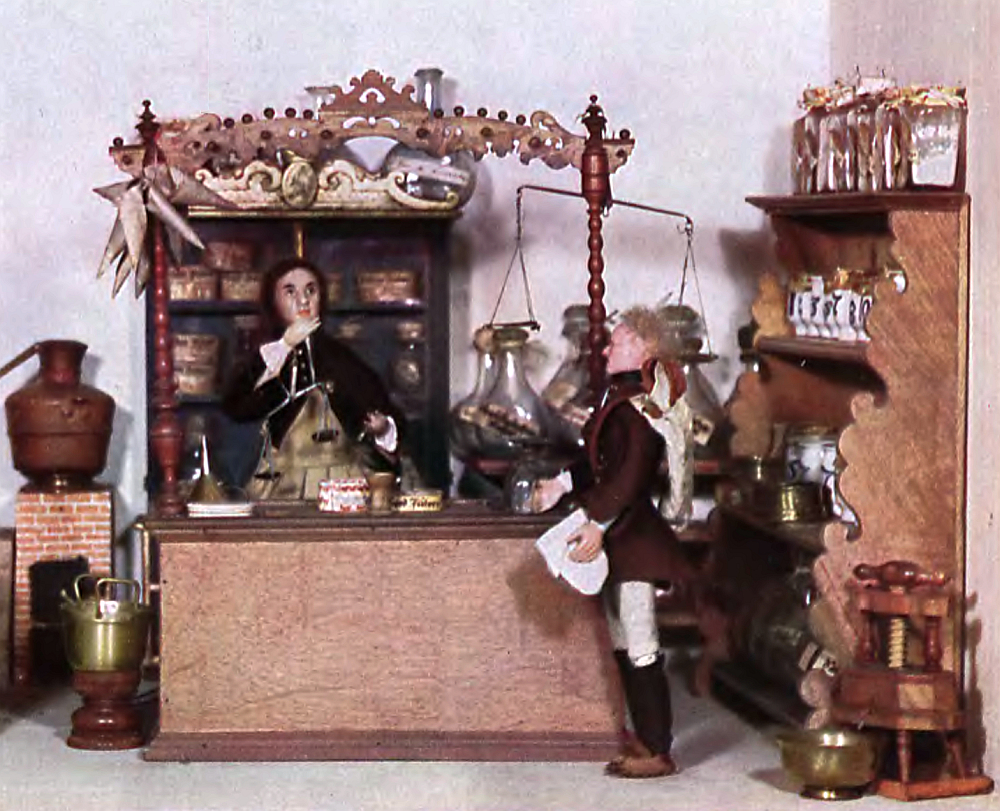
Die Hofapotheke

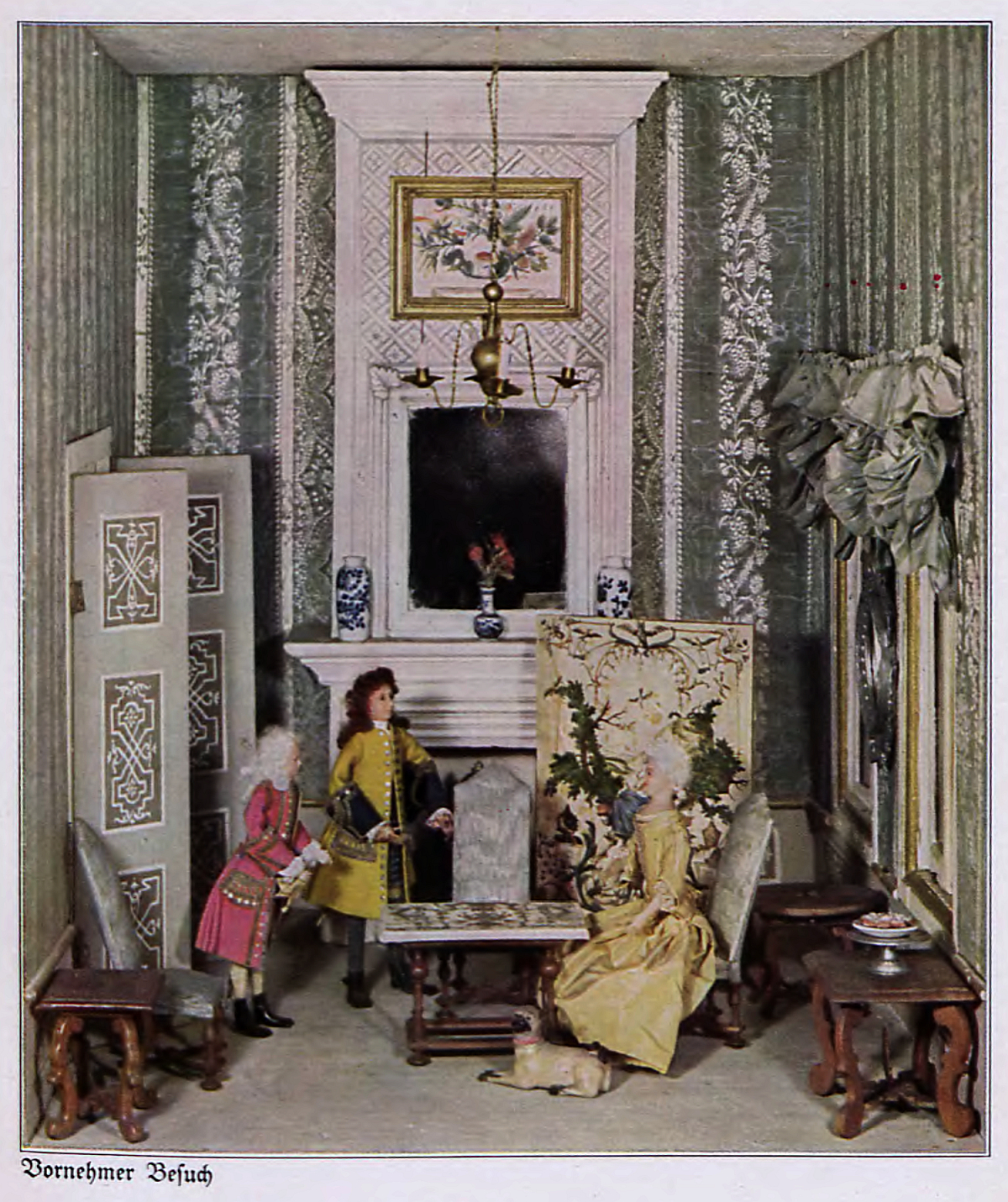
Das Speisezimmer der Fürstin

Mit ihrer Puppenstadt hatte Auguste Dorothea von Schwarzburg-Arnstadt im Umfang und in der Gestaltung etwas noch nie Dagewesenes geschaffen. Das charakteristische im Aufbau und bei der Gestaltung von Mon Plaisir ist, dass die Innen- und Außenräume nicht für sich alleine wirken sollten, sondern immer in ihrem Gebrauch und in der jeweiligen Situation. Die Zimmer der Puppenhäuser und die Kästen mit Nachbildungen von komplett ausgestatteten Räumlichkeiten, mit Ansichten der Stadt oder dem Blick ins Umland, erinnern an Szenenbilder einer Theaterbühne, auf der die Puppen als Schauspieler agieren.
Renate Müller-Krumbach bezeichnete Mon Plaisir als „einen Höhepunkt, aber auch einen Ausnahmefall in der Entwicklungsgeschichte des Puppenhauses und der Puppenstube“. Für den szenischen Aufbau der Puppenstadt und die ungewöhnliche Zusammenstellung von Puppenhäusern und Schaukästen gab es im 18. Jahrhundert kein unmittelbares Vorbild. Die Modelle von Residenzstädten, fürstlichen Anwesen oder die Dockenhäuser (Puppenhäuser) des 16. und 17. Jahrhunderts, die für Fürsten und Patrizier oder für wohlhabende, bürgerliche Familien und Kaufleute angefertigt wurden, waren repräsentative Einzelstücke und in erster Linie Macht- oder Statussymbole. Sie zeigten den fürstlichen Besitz oder veranschaulichten den wohlgeordneten, bürgerlichen Hausstand. Bei diesen frühen Erscheinungsformen des Puppenhauses wurde ein Bauwerk außen und innen immer in der Gesamtheit dargestellt, mit allen oder den wichtigsten Wohn-, Arbeits- und Wirtschaftsräumen. Auch die Puppenschränke (Schrankpuppenhäuser) und die holländischen Kabinetthäuser (Vitrinenpuppenhäuser), die Möbelstücke sind, mit denen also keine Gebäude nachgebildet wurden, beinhalteten diese wesentlichsten Räumlichkeiten eines adeligen oder bürgerlichen Wohnhauses. Das ist bei den Bauten von Mon Plaisir nicht der Fall; die Räume der Puppenstadt wurden nach anderen Gesichtspunkten ausgewählt und zusammengestellt. 
Es gibt die Vermutung, dass deutsche Dockenhäuser und  holländische Kabinetthäuser des 17. Jahrhunderts der Fürstin als Anregung gedient haben könnten. Die schlichten Kästen und Aufbauten von Mon Plaisir haben mit diesen kunsthandwerklichen Meisterstücken aber keine Gemeinsamkeiten. Ähnlichkeiten mit diesen Puppenhäusern beschränken sich auf die prunkvolle Ausgestaltung und Einrichtung der fürstlichen Räumlichkeiten von Mon Plaisir und sind auch dem Zeitgeschmack geschuldet. 

## Entstehung

### Im Puppenkabinett

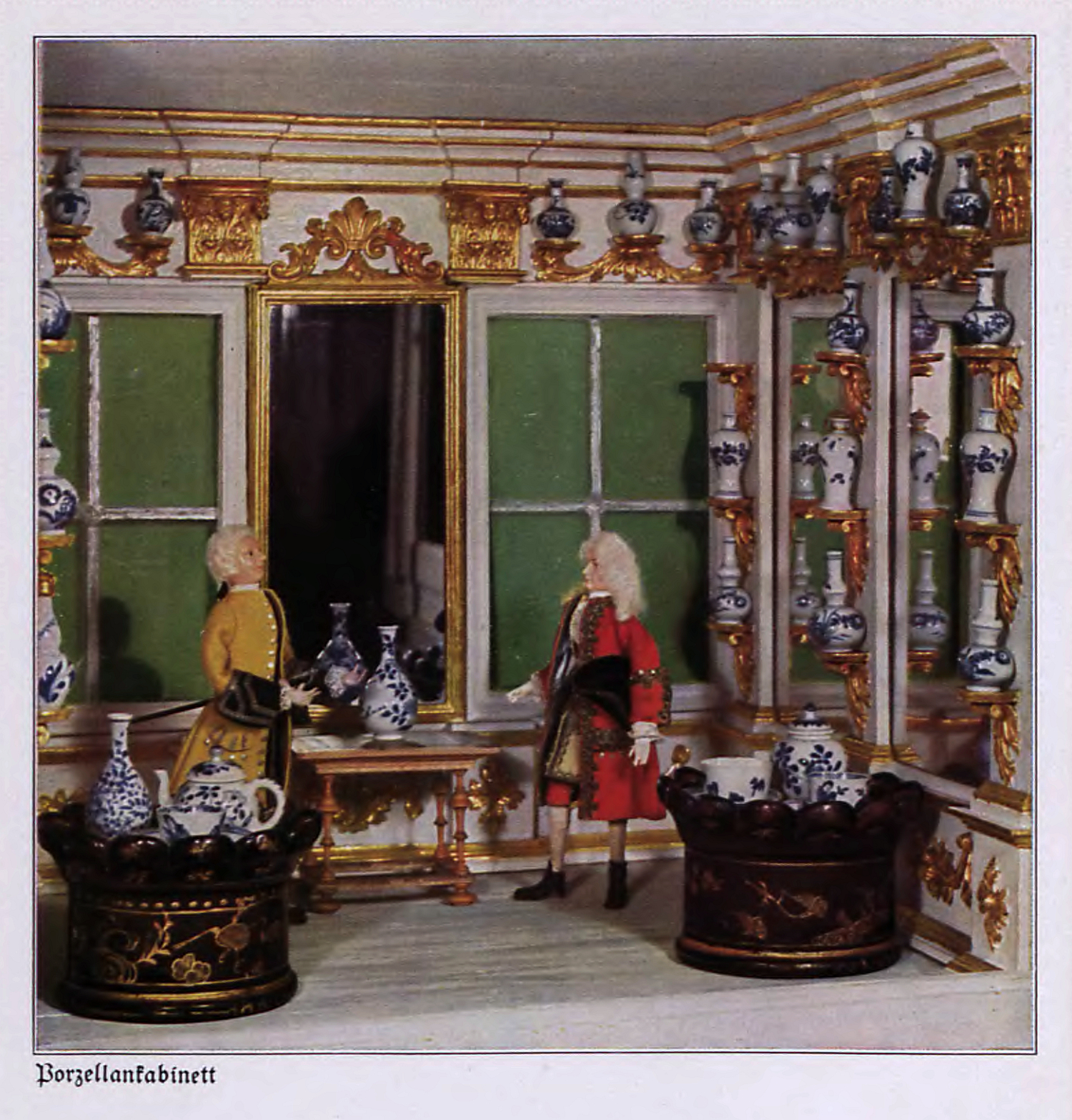
Das Porzellankabinett der Fürstin

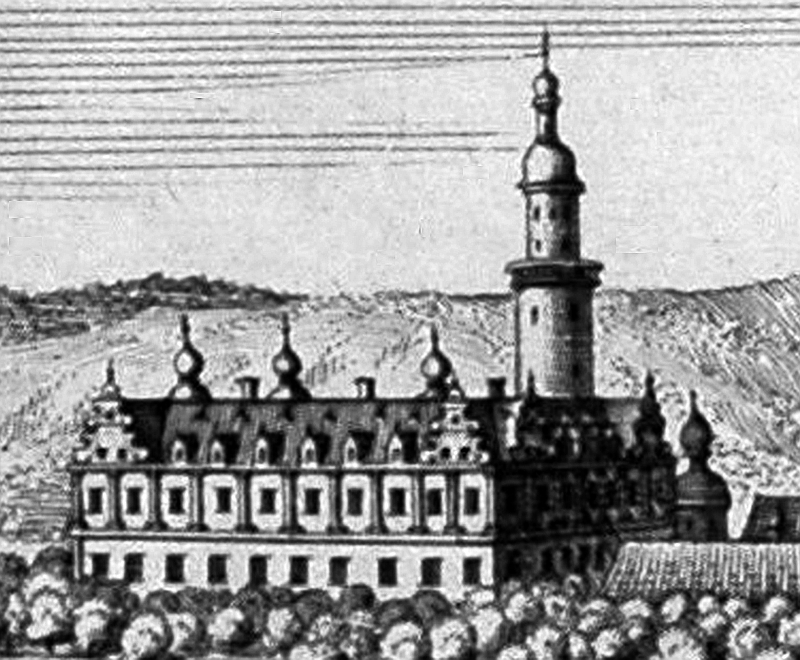
Schloss Neideck in Arnstadt war bis 1716 die Residenz von Arnstadt.

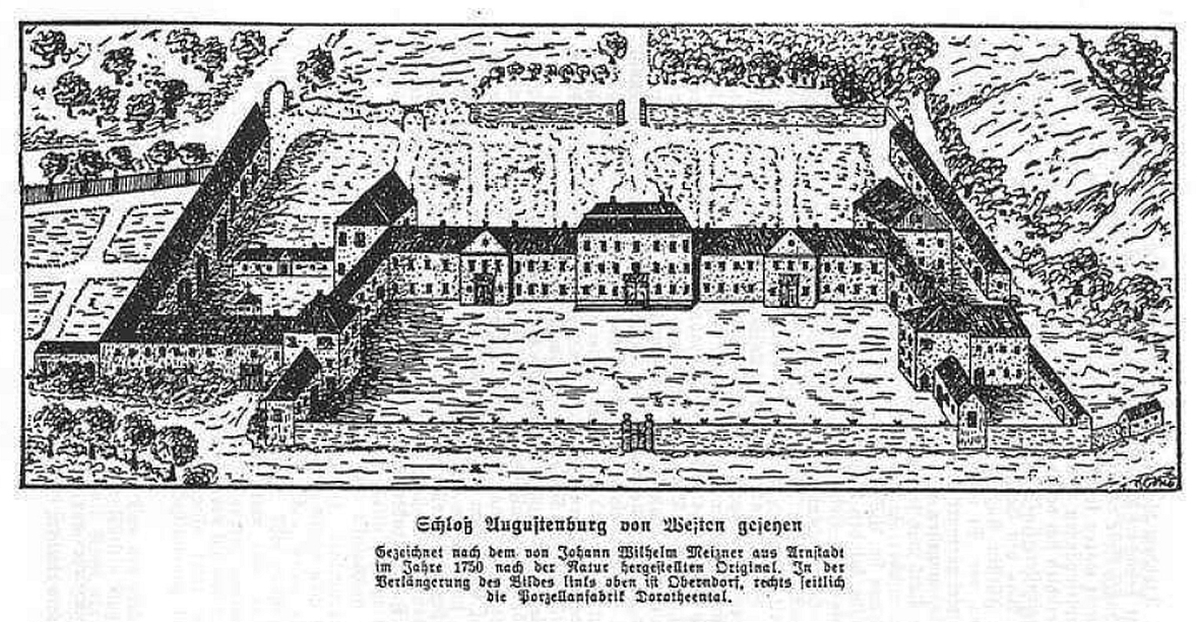
Lustschloss Augustenburg und Fayencemanufaktur Dorotheenthal

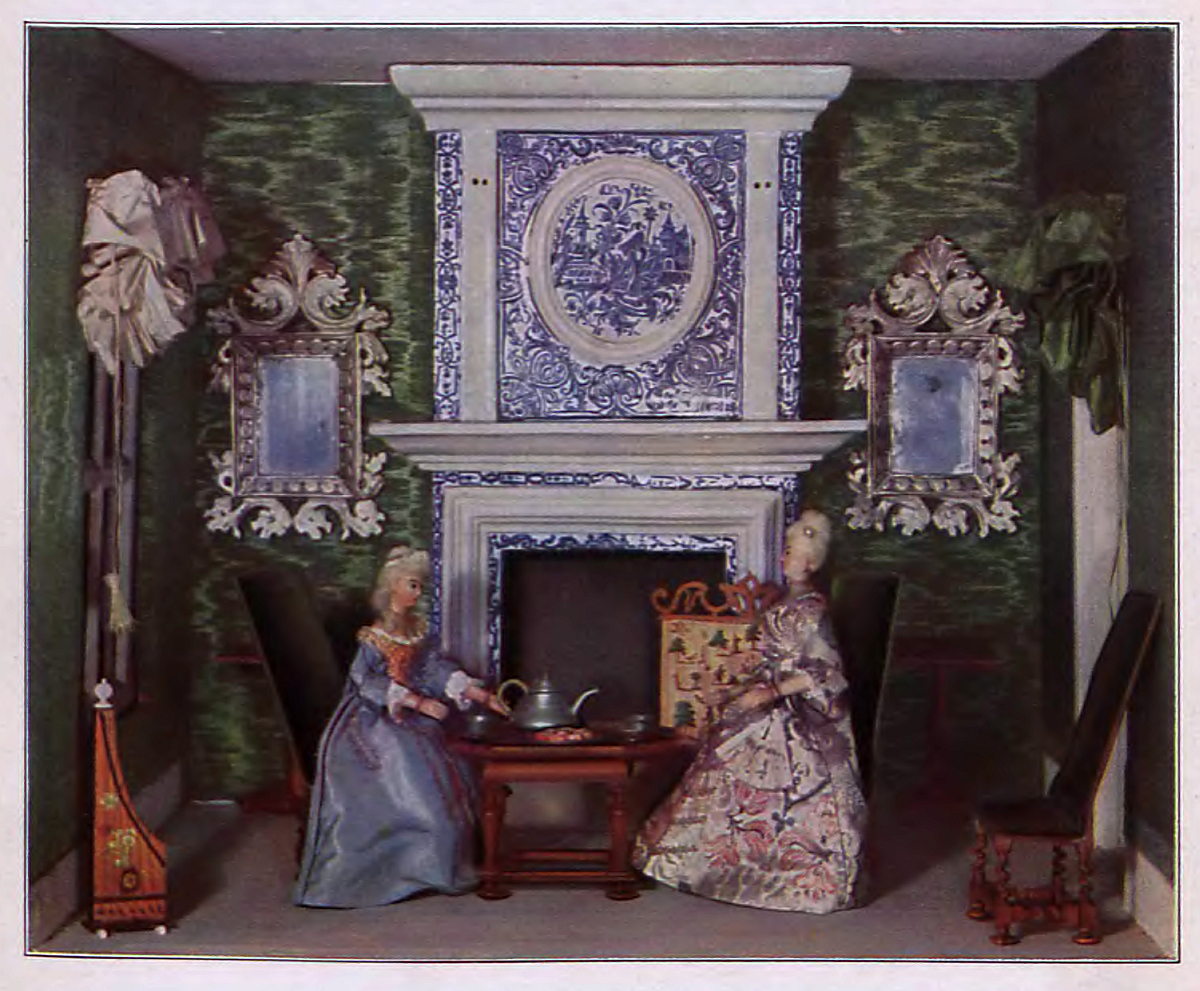
Das grüne Gemach

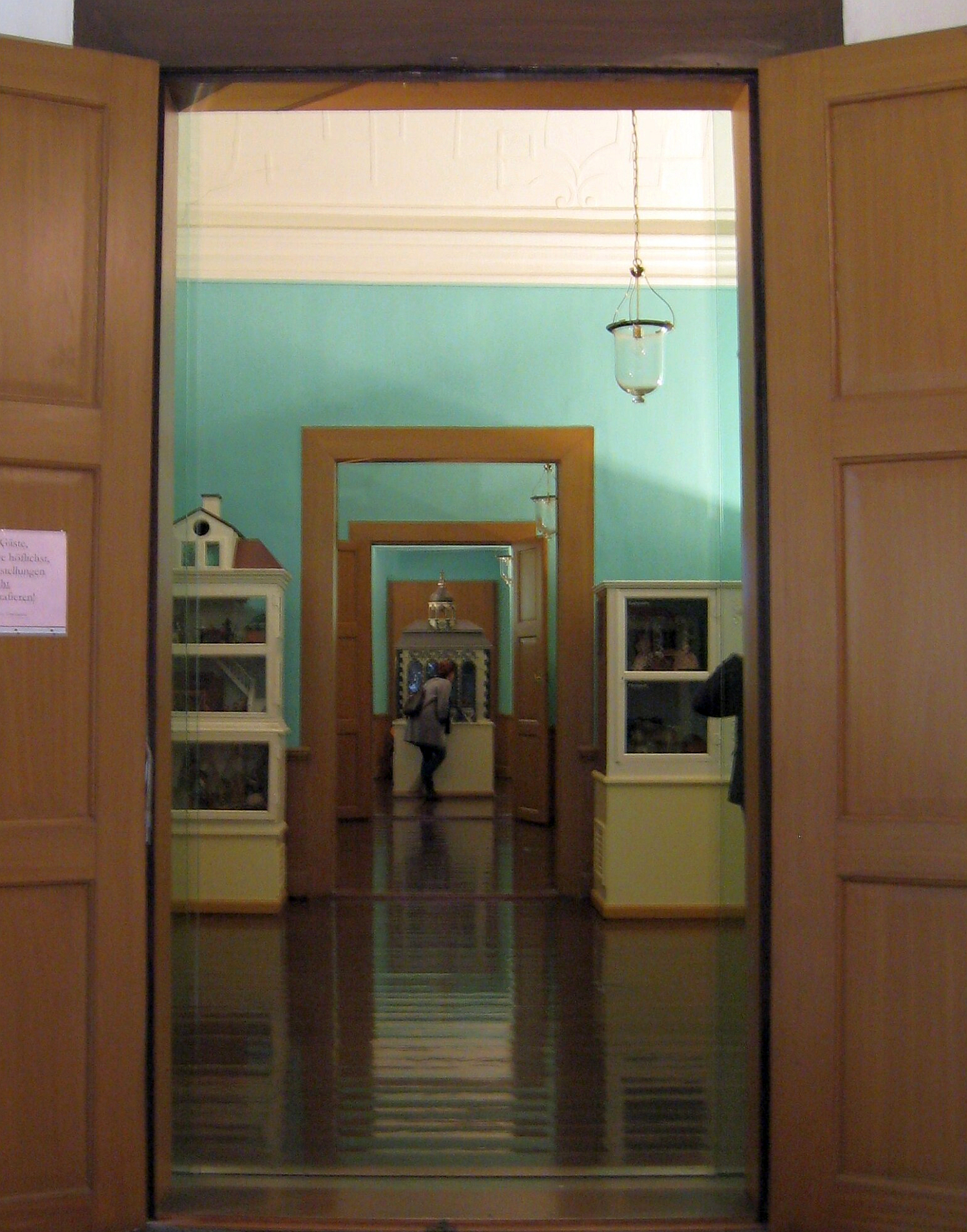
Mon Plaisir, Neues Palais Arnstadt

Die Puppenstadt Mon Plaisir war nie als Kinderspielzeug gedacht, sondern entstand durch die „galante Spielerei“ einer erwachsenen Sammlerin. Das Puppenkabinett der Fürstin stand somit in der Tradition der Wunderkammern der Spätrenaissance und des Barock. Auguste Dorothea von Schwarzburg-Arnstadt war eine ambitionierte Sammlerin, nicht nur im Hinblick auf „ihr Vergnügen“, die kostspielige Beschäftigung mit ihrer Puppenstadt. Für ihr Lustschloss erwarb die Fürstin wertvolles Mobiliar, Spiegel und Gemälde; sie sammelte auch andere Kunstwerke, Raritäten und insbesondere Porzellan. Ihre Sammelleidenschaft hat schon früh hohe Schulden verursacht und zu unangenehmen und belastenden Situationen geführt.
Die Anfänge der Puppensammlung reichen weit zurück; bereits 1697 erwarb die Fürstin auf der Leipziger Messe „Poppenzeug“, also verspielte Kleinigkeiten oder Puppenzubehör. Der Beginn von Mon Plaisir wird in das Jahr 1704 datiert. Nach dem Tod ihres Gemahls, Anton Günther II. von Schwarzburg-Arnstadt (1653–1716), verlegte die Fürstin ihren Wohnsitz von der Residenz in Arnstadt auf ihr Lustschloss in der Nähe von Arnstadt, da der Witwensitz in Keula zu ihren Lebzeiten nie bezugsfertig wurde. Das fürstliche Paar hatte keine Kinder, Anton Günther II. war der Letzte aus der Linie Schwarzburg-Arnstadt. Mit seinem Tod verlor Schloss Neideck an Bedeutung; Schloss Sondershausen wurde die Hauptresidenz.
Das Lustschloss Augustenburg in Arnstadt-Oberndorf wurde zwischen 1700 und 1710 für die Fürstin errichtet und nach ihr benannt. Ihren zweiten Vornamen erhielt die in unmittelbarer Nähe gelegene Fayencemanufaktur „Dorotheenthal“, die 1715 von der Fürstin gegründet und ab 1724 verpachtet wurde. Noch bis 1806 wurden in Dorotheenthal Fayencen hergestellt. Die „Augustenburg“ stand jedoch nicht lange; sie wurde schon nach wenigen Jahrzehnten baufällig. Die Schlossanlage wurde 1765 auf Abbruch verkauft und in Folge niedergelegt. Zur gleichen Zeit begann auch die Abtragung der ehemaligen Residenz in Arnstadt; ab 1766 wurden dort Steine abgebrochen und zum Brückenbau verwendet.
Einen umfassenden Plan für die gesamte Anlage von Mon Plaisir soll es schon in Arnstadt und vor 1704 gegeben haben. Um 1716, im Alter von etwa 50 Jahren, setze die Fürstin dann ihre Vorstellungen in großem Stil um und ließ in ihrem Puppenkabinett auf Schloss Augustenburg die Puppenstadt errichten. Fleißige und tatkräftige Hilfe hat dabei auch ihr Hofstaat geleistet, der meist aus achtundsechzig Personen, zeitweilig auch aus bis zu hundert Personen bestehen konnte.
Nur wenige Einzelstücke von Mon Plaisir können genau datiert werden. Es lässt sich auch unter Berücksichtigung stilistischer Gesichtspunkte nicht mit Sicherheit feststellen, welche Teile der Puppenstadt bereits um 1704 in Arnstadt und welche Bauten und Ensembles in den folgenden Jahren oder noch deutlich später auf Schloss Augustenburg entstanden. Dort begannen die Arbeiten an Mon Plaisir vermutlich erst zwischen 1710 und 1716 und endeten im Jahr 1751 mit dem Tod der Fürstin. Zu jener Zeit, zur Mitte des 18. Jahrhunderts, war die Hochblüte des Rokoko. Von dieser Stilrichtung finden sich jedoch bei den Dekorationen und dem Mobiliar der Räumlichkeiten, den Bildern oder der Mode der Puppen keine Anzeichen. In Mon Plaisir ist noch alles dem Barock oder dem Régencestil zuzuordnen. Auch deshalb wird angenommen, dass ein großer Teil der baulichen und gestalterischen Arbeiten zwischen 1710 und 1735 erfolgt ist.
An namentlich unbekannt gebliebene Handwerker ergingen zahlreiche Aufträge und Bestellungen: die Ausführung von vielfältigen künstlerischen und handwerklichen Arbeiten sowie die Lieferung von luxuriösen Materialien, wie Seide und geprägte Ledertapeten, und den Einzelteilen, die zum Aufbau der Puppenstadt und für die Ausschmückung der Räume verwendet wurden. Dazu gehörten auch die zur Einrichtung und Ausstattung gewünschten kleinen Möbel, Bilder, Spiegel und Ziergegenstände, Bücher, Musikinstrumente, der Hausrat, die Gerätschaften und all die anderen Miniaturen als Zubehör für die Puppen und für die Zusammenstellung der Puppenszenen.

## Wachspuppen

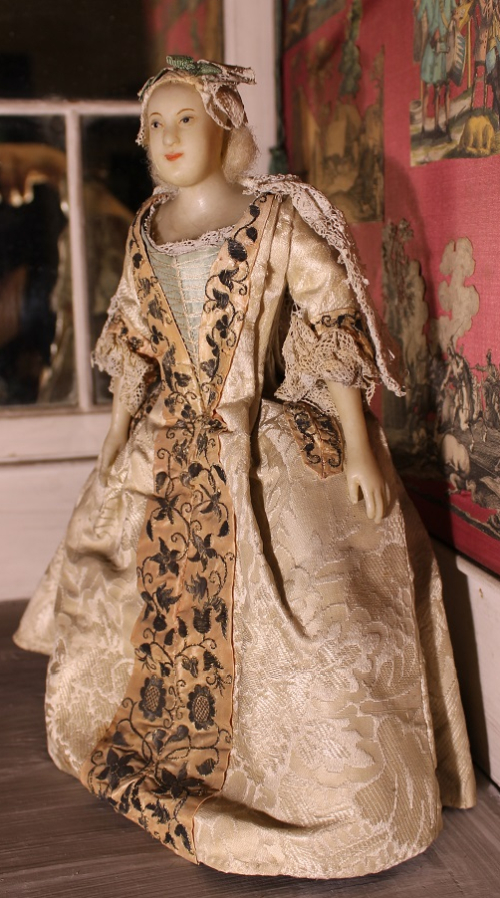
Dame aus Mon Plaisir

Die Wachspuppen von Mon Plaisir wurden nach der Überlieferung von den Hofdamen der Fürstin in Handarbeit angefertigt und bekleidet. Die Fürstin soll aber auch aus Arnstadt und der Umgebung jedes Mädchen, das nähen konnte, zur Mitarbeit verpflichtet haben.
Die Puppen stammen nicht alle aus der genau gleichen Zeit; sie unterscheiden sich auch im Maßstab und in der Fertigungsweise. Die meisten Puppen sind etwa 20 cm groß, andere etwas kleiner. Einzelne Puppen sind bis zu 35 cm groß. Es gibt auch Unterschiede in der Ausführung der Modellierung. Von den etwas größeren Puppen mit fein modellierten Köpfen und Händen aus Wachs haben manche Portraitcharakter. 
In älteren Überlieferungen werden zwei Franziskanerpatres aus Erfurt als mutmaßliche Modelleure namentlich erwähnt. Es wird jedoch davon ausgegangen, dass weitaus mehr unbekannt gebliebene Künstler und Handwerker mit der Gestaltung und Herstellung der Puppenköpfe beschäftigt waren. Die große Zahl dieser sehr alten Puppen in zeitgenössischer, jeweils ihrem Stand angemessener Kleidung, stellt eine weitere Attraktion von Mon Plaisir dar.

## Puppenszenen

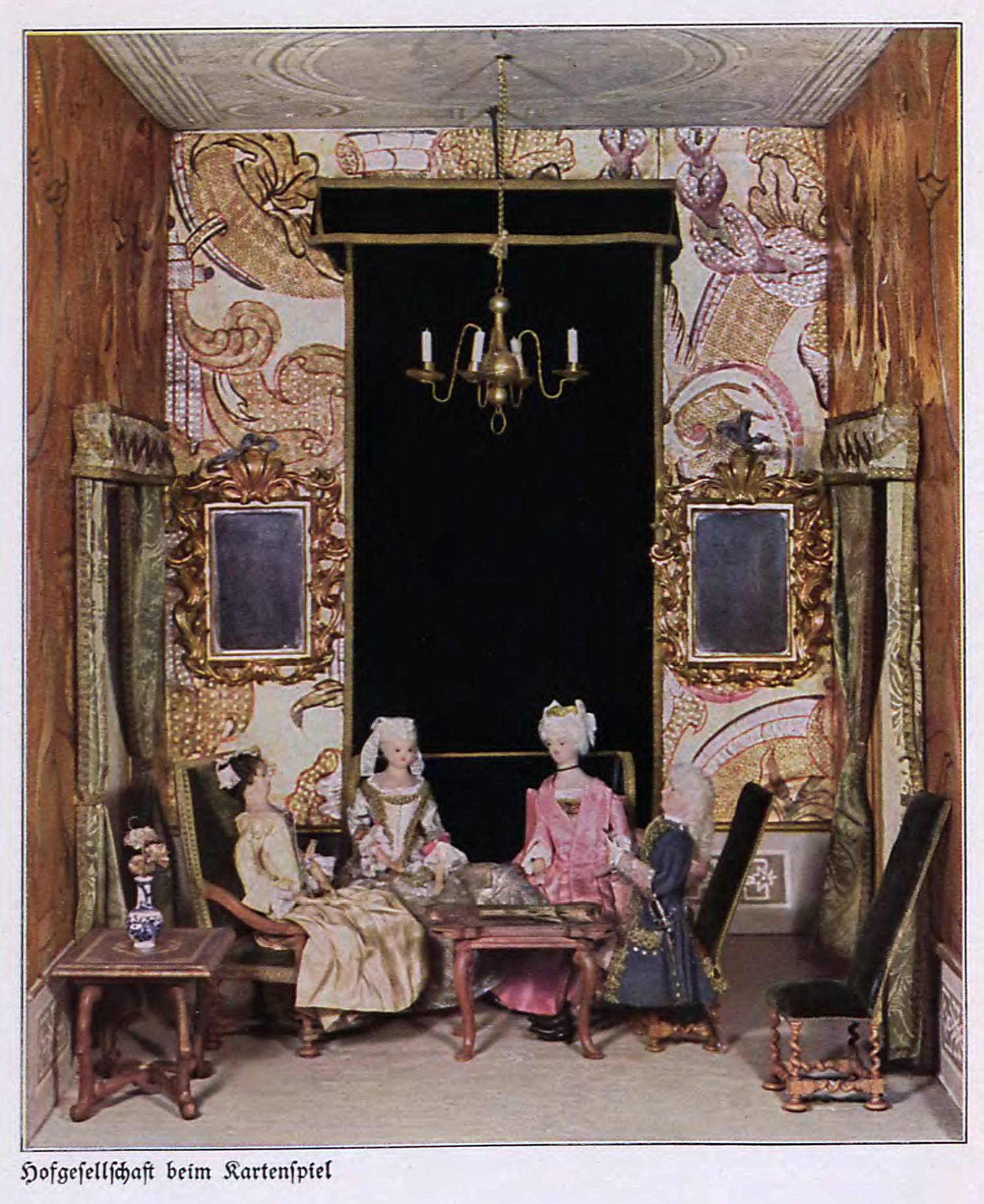
Hofgesellschaft beim Kartenspiel

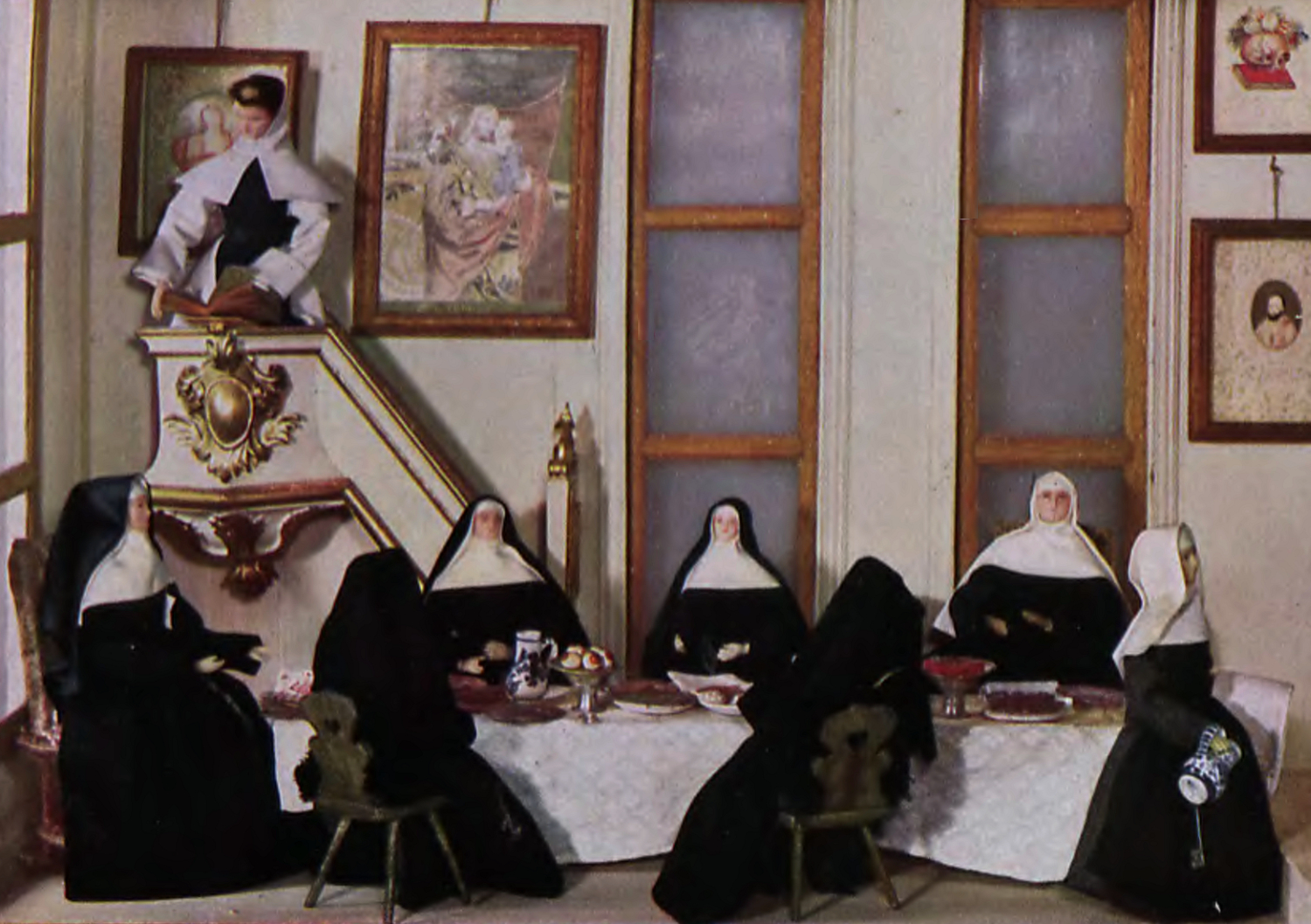
Refektorium im Ursulinenkloster

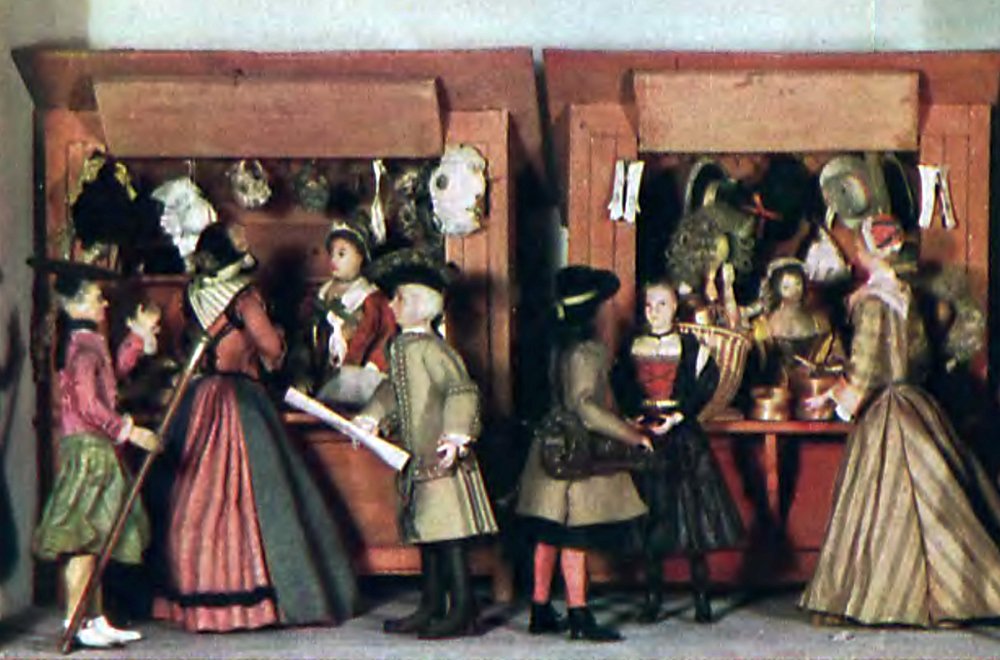
Verkaufsstände auf dem Jahrmarkt

In den 35 Jahren Witwenschaft der Auguste Dorothea von Schwarzburg-Arnstadt wurde die Puppenstadt immer weiter ausgebaut und ausgestattet. So entstand, im Verlauf von etwa 50 Jahren und aus der Sicht einer Fürstin, eine Nachbildung des wirklichen Lebens in einer kleinen Residenzstadt. Es wurde dabei nichts vergessen und auf jedes Detail geachtet. Die drei Stände Adel, Bürgertum und Bauernstand wurden jedoch nach ihrer Bedeutung in der damaligen Feudalgesellschaft in abgestufter Ausführlichkeit dargestellt. Die Geistlichkeit wurde mit einbezogen, die Armen und Bettler nur am Rande gezeigt.
Die Residenz in Arnstadt und das Lustschloss der Fürstin wurde mit zahlreichen, aufwendig ausgestatteten Räumen dargestellt.   Als Abbild des höfischen Lebens sind mit den Puppen in jedem Raum anschauliche und charakteristische Szenen aufgebaut: Die Fürstin mit ihren Zofen bei der Morgentoilette und zu Besuch bei einer Wöchnerin, der Barbier beim Fürsten, das Gesinde beim Bettenmachen, Szenen in der Hofküche, in der Hofapotheke und im Schlossgarten, das Spiel der Kammermusikanten, eine Abendgesellschaft bei Hofe, Szenen in der Kunstkammer und im Porzellankabinett der Fürstin und vieles mehr.
Zur Puppenstadt gehören auch eine Aufführung im Hoftheater, die Darstellung der Messe in einer barocken Kirche und Szenen aus dem Klosterleben der Ursulinen in Erfurt, darunter die Handarbeitstunde im Klosterpensionat und die geistliche Lesung im Refektorium. Etliche weitere Räume, die Werkstätten und Läden von verschiedenen Handwerkern und Händlern, der Jahrmarkt, der Wochenmarkt und andere Szenen im Freien zeigen das bürgerliche und das bäuerliche Leben.
Die Szenen zeigen die Puppen nicht nur auf den ihnen zugewiesenen Plätzen und in ihren Räumen mit vielfältigen, detailliert angefertigten Gebrauchsgegenständen und Kunstobjekten. Sie veranschaulichen auch die damaligen Beziehungen und Abhängigkeiten der Menschen, ihre Gebräuche, Feste und Vergnügungen, ihre typischen Handlungsweisen und alltäglichen Tätigkeiten und Arbeiten. Die Puppenszenen zeigen auch die Zunftzugehörigkeiten und Berufe, die Werkzeuge, die Fertigungsmethoden und die Produkte dieser Zeit.
Die Vollständigkeit und Genauigkeit der Darstellungen des Lebens im 18. Jahrhundert macht Mon Plaisir zu einem wichtigen und einzigartigen Kulturdokument.